# 八郎潟町立八郎潟中学校
八郎潟町立八郎潟中学校（はちろうがたちょうりつはちろうがたちゅうがっこう、英語: Hachirogata Junior High School）は、秋田県南秋田郡八郎潟町夜叉袋にある公立中学校である。略称は「八中」(はっちゅう)。

## 概要
八郎潟調整湖の東部に位置する、八郎潟町唯一の中学校である。1963年に町内2つの公立中学校を統合し新規開校した。2010年度までの卒業生は6,000人を超え、2013年には創立50周年を迎えた。

## 沿革
- 1963年4月1日 - 八郎潟町立一日市中学校、同面潟中学校を統合し同八郎潟中学校を創立。
- 1964年3月 - 校歌制定。
- 1964年4月 - 校旗制定。
- 1965年11月 - 新校舎完成。
- 1966年5月 - 体育館竣工。
- 1971年12月 - 八郎潟中学校宿泊訓練所竣工。
- 1997年4月 - 新制服制定。
- 1998年9月 - 新校舎完成。

## 部活動
◆女子バスケットボール部が全国中学校バスケットボール大会にて、1989年 準優勝、1990年 優勝、1989年 準優勝。
◆男子ソフトテニス部が［東北中学校ソフトテニス大会］にて、1975年、2004年、団体戦 優勝。

## 著名な出身者
- 石井浩郎 - 参議院議員[1]
- 後藤光尊 - 元プロ野球東北楽天ゴールデンイーグルス選手[2]
- 渡部美代子 - バスケットボール選手

## 交通アクセス
- JR奥羽本線 八郎潟駅下車、徒歩10分。